# Ride (píseň, Lana Del Rey)
Ride je píseň od americké zpěvačky a skladatelky Lany Del Rey. Byla vydána dne 25. září 2012 jako první singl z jejího třetího EP Paradise. Napsala ji sama Lana Del Rey společně s Justinem Parkerem. Produkce se ujal Rick Rubin. Singl dostal velmi pozitivní kritiky.

## Hudební video
Režie se ujal Anthony Mandler, který již v minulosti s Del Rey spolupracoval na videoklipu k singlu „National Anthem“. 
Video má přes 10 minut. Začíná záběrem, na kterém se Del Rey houpá na pneumatice zavěšené na provaze uprostřed pouště. Na dalším záběru se prochází ulicemi a v pozadí hraje monolog a poté začne hrát píseň. Dále se ve videu několikrát objevuje Del Rey společně se skupinou motorkářů. Když píseň skončí, začne hrát další část monologu a v pozadí jsou vidět další scény s motorkáři.
Videoklip měl premiéru 10. října v divadle Aero v Santa Monice v Kalifornii.

## Hudební příčky
| Žebříček (2012)                              | Nejvyšší umístění |
| -------------------------------------------- | ----------------- |
| Austrálie (ARIA)                             | 89                |
| Belgie (Ultratop 50 Flanders)                | 3                 |
| Belgie (Ultratop 50 Wallonia)                | 6                 |
| Dánsko (Tracklisten)                         | 40                |
| Francie (SNEP)                               | 56                |
| Německo (Media Control AG)                   | 44                |
| Irsko (IRMA)                                 | 35                |
| Rakousko (Ö3 Austria Top 40)                 | 63                |
| Rusko (2M)                                   | 9                 |
| Skotsko (Official Charts Company)            | 31                |
| Švýcarsko (Schweizer Hitparade)              | 20                |
| Spojené království (Official Charts Company) | 32                |
| USA (Billboard Rock Songs)                   | 21                |